# Unitățile Feminine de Apărare
Unitățile Feminine de Apărare (kurdă Yekîneyên Parastina Jin, YPJ, pronunțat Yuh-Pah-Juh; arabă وحدات حماية المرأة; siriacă ܚܕܝ̈ܘܬܐ ܕܣܘܬܪܐ ܕܢܫ̈ܐ) este o organizație militară din Siria cu personal complet feminin. YPJ includ femei kurde, arabe, asiriene, circaziene și voluntare din străinătate.
YPJ reprezintă echivalentul feminin al milițiilor Unitățile de Apărare a Poporului (Yekîneyên Parastina Gel, YPG). YPJ și YPG sunt aripa înarmată a Partidului Uniunea Democratică (PYD), care controlează cea mai mare parte din Rojava, nordul predominant kurd al Siriei.

## Istoric

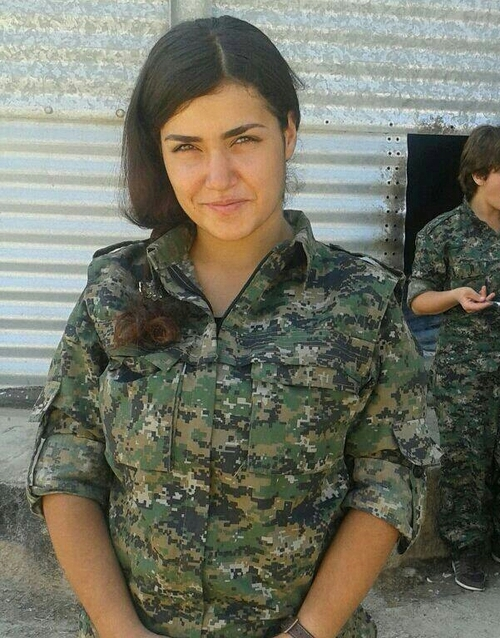
Membră a YPJ în uniformă standard

Organizația a luat formă în mișcarea kurdă de rezistență. La începutul lunii martie 2013, primul batalion YPJ a fost înființat în Jandairis. Pe 8 martie, YPJ era deja alcătuită din 4 batalioane: unul în Afrin, unul în Al-Malikiyah, al treilea în Al-Darbasiyah, iar al patrulea în Qamishli.
La sfârșitul lui 2014, YPJ avea peste 7.000 (sau 10.000, conform postului TeleSUR) de luptătoare voluntare, cu vârstele între 18 și 40 de ani. În noiembrie 2016, numărul luptătoarelor arabe și kurde era estimat la 20.000.
YPJ s-a alăturat organizației înrudite, YPG, în lupta împotriva grupărilor care arătau intenții de a aduce Războiul Civil Sirian în zonele locuite de kurzi. Din această cauză, YPJ a trebuit să facă față atacurilor crescânde din partea Statului Islamic în Irak și Levant și a fost implicată în asediul orașului Kobanî.

## Aprovizionare
Unitățile Feminine de Apărare se bazează pe comunitățile locale pentru provizii și alimente. YPJ și YPG au primit 27 de transporturi, totalizând 24 de tone de arme ușoare și muniție, precum și 10 tone de medicamente, din partea Statelor Unite și a Guvernului Regional Kurd din Kurdistanul Irakian în timpul asediului orașului Kobanî.

## Operațiuni militare în Irak
Gruparea a jucat un rol critic în salvarea a mii de civili Yazidiți încercuiți pe Muntele Sinjar de jihadiștii SIIL, în august 2014. O luptătoare a declarat:
„Trebuie să controlăm zona noi înșine, fără să depindem de [guvernanți] ... Ei nu ne pot apăra de [SIIL], trebuie să ne apărăm noi înșine [și] să-i apărăm pe toți ... indiferent de ce rasă sau religie ar avea”.”

## Ideologie
Ideologia YPJ este confederalismul democratic, așa cum l-a imaginat Abdullah Öcalan. Odată înrolate în YPJ, femeile trebuie să petreacă cel puțin o lună studiind tacticile militare și teoriile politice ale lui Öcalan, inclusiv Jineologia, o formă de feminism cunoscută ca „știința femeilor”.
Gruparea a fost lăudată de feministe pentru că a înfruntat așteptările tradiționale privind femeile și a redefinit rolul acestora în conflictul din regiune. Conform fotografei Erin Trieb, YPJ este o mișcare feministă, chiar dacă feminismul nu este principala misiune a grupării. Fotografa a declarat că „ele vor egalitate între femei și bărbați, iar un motiv pentru care s-au înrolat a fost ca să dezvolte și să îmbunătățească percepțiile asupra femeilor din cultura lor”.
Influența YPJ s-a răspândit și în rândul asirienilor din Siria, Consiliul Militar Siriac înființându-și propria brigadă feminină, Forțele de Apărare Bethnahrain. De asemenea, Consiliul Militar Al-Bab, Jabhat al-Akrad și Jabhat Thuwar al-Raqqa și-au format și ele unități feminine.

## Importanța în Războiul Civil Sirian
Diverse agenții media kurde indicau faptul că „trupele YPJ au devenit vitale în lupta împotriva Statului Islamic” în Kobanî. Realizările YPJ în Rojava au atras o considerabilă atenție internațională, ca un rar exemplu de colectiv feminin puternic și emancipat într-o regiune în care femeile sunt grav discriminate.